# Eocardia
Eocardia és un gènere extint de mamífers rosegadors de la família dels eocàrdids que visqueren durant el Miocè, fa entre 13,8 i 17,5 milions d'anys. Se n'han trobat restes fòssils a l'Argentina i Xile. Eren parents propers dels càvids d'avui en dia (conills porquins, capibares i afins). Feia uns 30 cm de llargada. En un primer moment fou classificat en la família dels toxodòntids, però el mateix autor del tàxon, Florentino Ameghino, esmenà el seu propi error uns mesos més tard. El nom genèric Eocardia significa ‘cor de l'alba’ i es refereix a la forma dels prismes de les dents molars superiors.